# Acidente do Fokker F-28 da Garuda em 1982
O acidente do Fokker F-28 da Gaurda em 1982 ocorreu em 20 de março de 1982, quando um Fokker F28, operado pela Garuda Indonésia, saiu da pista do Aeroporto Tanjung Karang-Branti, Bandar Lampungue, na província de Lampung, Indonésia, durante uma forte tempestade. A aeronave havia completado um voo programado de Jacarta para Lampung. A aeronave parou 700 metros da pista em um campo, com a aeronave em chamas. Todos a bordo morreram.